# Политический хип-хоп
Политический хип-хоп (англ. Political hip hop) — это поджанр хип-хоп музыки, который возник в 1980-х годах как способ превратить рэп-музыку в призыв к политическим и/или социальным действиям, либо в форму социального активизма. Public Enemy были первыми преимущественно политической хип-хоп группой, — они вдохновлялись политическими проповедниками 1970-х годов, такими как группа The Last Poets и музыкант Гил Скотт-Херон. Это помогло создать новую форму социального выражения для людей из низших слоёв населения, чтобы те могли высказаться о притеснениях, несправедливости по отношению к ним и отсутствии какой-либо социальной поддержки властей. Политический хип-хоп — это инструмент в рэп-музыке для передачи политических сообщений, чтобы воодушевить на действия/социальные изменения или же убедить своего слушателя в определённом мировоззрении. Стоит учесть, что в данном поджанре не существует всеобъемлющей политической идеологии; скорее, существует множество точек зрения, которые варьируются от марксизма до ценностей пятипроцентной нации.

## Осознанный хип-хоп
Осознанный хип-хоп, или социально-осознанный хип-хоп, (с англ. — «Conscious hip hop») — это поджанр хип-хоп музыки, который бросает вызов доминирующему культурному, политическому, философскому и экономическому консенсусу и/или комментариям на тему социальных вопросов и конфликтов. Осознанный хип-хоп не обязательно является откровенно политическим, но термины «осознанный хип-хоп» и «политический хип-хоп» иногда как бы используются взаимозаменяемо. Осознанный хип-хоп начал набирать обороты в 80-х годах, наряду с хип-хопом в целом. Термин «национально-осознанный рэп» был использован для более конкретного описания хип-хоп музыки с сильными политическими посылами и темами. Темы осознанного хип-хопа включают в себя Афроцентризм, религию, отвращение к преступности и насилию, культуру, экономику или изображения борьбы простых граждан. Осознанный хип-хоп часто стремится повысить осведомлённость о социальных проблемах, предоставляя слушателям самим формировать своё мнение, а не агрессивно отстаивать определённые идеи и требовать действий.